# Chorisoneura anisoura
Chorisoneura anisoura är en kackerlacksart som beskrevs av Morgan Hebard 1923. Chorisoneura anisoura ingår i släktet Chorisoneura och familjen småkackerlackor. Inga underarter finns listade i Catalogue of Life.